# Comecrudo
El comecrudo és una llengua extinta de les llengües comecrudo de Mèxic. Els seus noms, comecrudo i carrizo, són d'origen espanyol ("menja-cru" i "canyís")
El comecrudo és la llengua més coneguda del grup gràcies a una llista de 148 paraules feta el 1829 pel botànic francès Jean Louis Berlandier (Berlandier l'anomenava "Mulato") (Berlandier et al. 1828–1829). Va ser parlada en el baix Riu Grande prop de Reynosa, Tamaulipas, a Mèxic.
Molt abans, en 1748, s'havien registrat alguns noms tribals Comecrudo, com per Sepinpacam, Perpepug i Atanaguaypacam o Atanaouajapaca.
En 1861, German Adolph va publicar una guia amb vocabulari (Adolph va anomenar Carrizo a aquesta llengua) (Adolph 1961: 185–186). En 1886, Albert Samuel Gatschet va registrar vocabulari, frases i un text dels descendents (que no parlaven amb fluïdesa) dels últims parlants comecrudo prop de Camargo, Tamaulipas (Swanton 1940: 55–118).